# Gynoxys dilloniana
Gynoxys dilloniana là một loài thực vật có hoa trong họ Cúc. Loài này được Sagást. & C.Tellez-Alvarado mô tả khoa học đầu tiên năm 1987.